# Cisterna da Basílica
A Cisterna de Basílica (em turco: Yerebatan Sarnıcı ou Yerebatan Sarayı [cisterna ou palácio subterrâneo ou afundado], em grego: Βασιλικὴ κινστέρνη, transl.: Basiliké kinsterné), é a maior das dezenas ou centenas de cisternas construídas em Istambul durante a época bizantina. Ela se encontra a sudeste da Basílica de Santa Sofia, na histórica península de Sarayburnu.
Construída em poucos meses, no ano de 532, foram utilizadas 336 colunas romanas procedentes de templos pagãos da Anatólia, a maioria de ordem coríntia. Ocupa uma área de 10 000 m², tem 8 metros de altura e capacidade para 30 milhões de litros. Foi utilizada até finais do século XIV como cisterna de água e a meados do século XIX foi restaurada para ser usada como armazém de madeira. Ela foi construída no reinado do imperador Justiniano I e hoje mantém um baixo nível de água para acesso do público visitante.

## História
Esta é uma cisterna subterrânea, termo vindo do grego kinsterne (κινστέρνη), e foi chamada de cisterna da basílica por estar localizada abaixo da praça pública das Sete colinas de Istambul, a Estoa Basílica. Neste local e, anterior à construção da cisterna, fica a grande basílica, construída entre os séculos III e IV, ainda no Império Romano, como um centro artístico, legal e comercial. A basílica foi reconstruída por Ilo após um incêndio em 476.
Textos antigos indicam que a basílica possuía jardins, cercados de colunas e de frente para Santa Sofia. Segundo antigos historiadores, o imperador Constantino I construiu a estrutura que depois seria reconstruída e aumentada pelo imperador Justiniano depois da Revolta de Nica, em 532, que destruiu a cidade. Fontes históricas também dizem que cerca de 7 mil escravos estiveram envolvidos na construção da cisterna.
A grande cisterna era responsável pelo sistema de filtragem da água para o Grande Palácio de Constantinopla e outros prédios da primeira colina e continuou a fornecer água para o Palácio de Topkapı depois da conquista otomana, em 1453, até os tempos modernos.

## Tamanho
A estrutura da câmara interna da cisterna tem cerca de 138m por 65m, com cerca de 9800 m2 de área, capaz de conter mais de 80 mil m3 de água. O teto é sustentado por 336 colunas de mármore e granito, cada uma com 9m de altura, agrupadas em 12 fileiras de 28 colunas cada, espaçadas a cerca de 5m cada uma, em estilo coríntio e jônico, com exceção de algumas colunas com desenhos dóricos. A maioria delas parece ter sido retiradas das ruínas de outros prédios, frutos de saques levados a Constantinopla de várias partes do império que juntos foram usados também na construção de Santa Sofia.

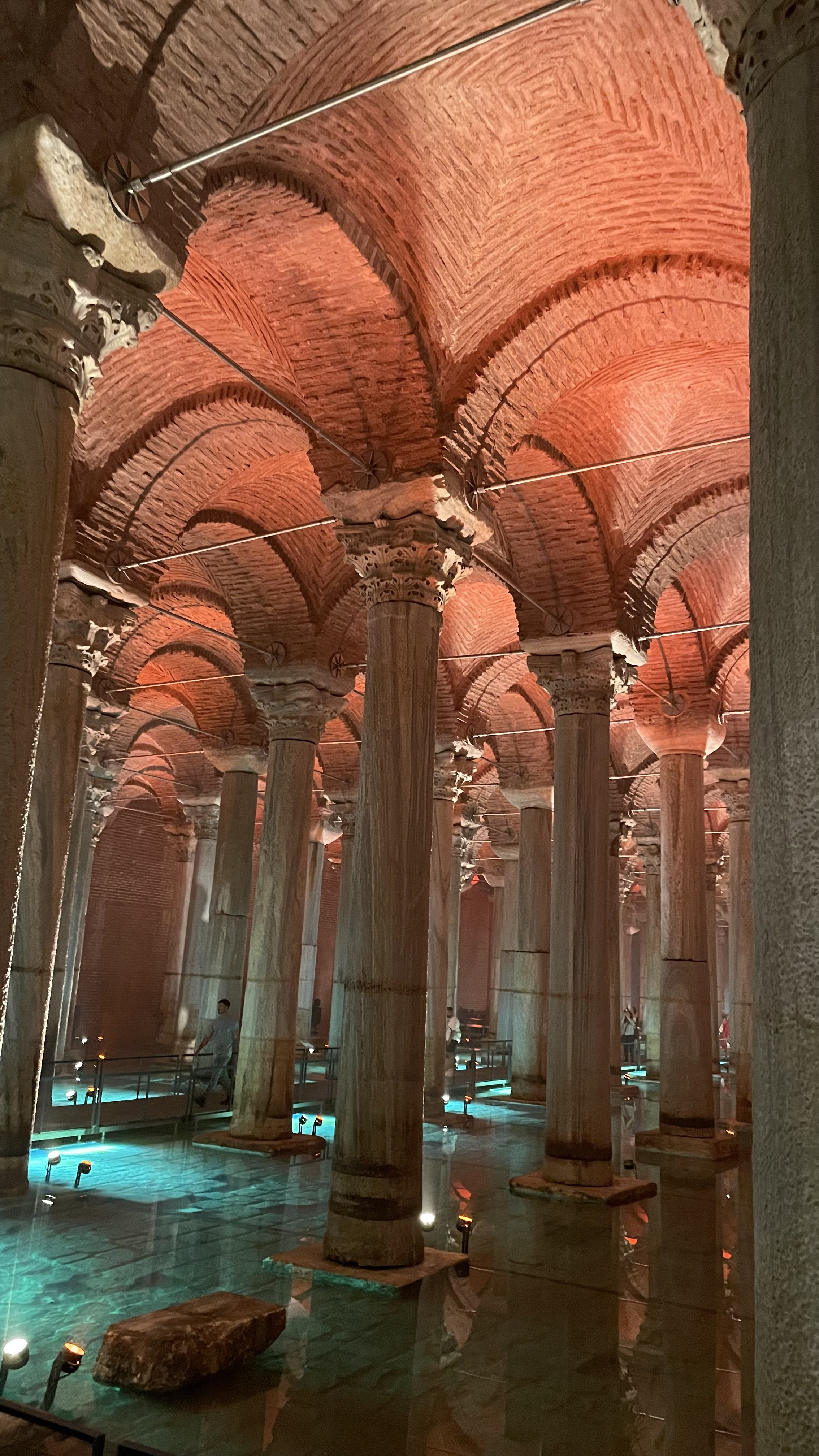
Coluna Olho de Galo

Cinquenta e dois degraus de pedra levam à entrada da cisterna. Ela é rodeada por uma parede de tijolos com espessura de 4m e revestida com uma argamassa impermeabilizante. A água que abastece a cisterna vem do Centro Eğrikapı de Distribuição de Água, na floresta de Belgrado, 19km ao norte de Istambul. Ela viaja por um aqueduto de 971m de comprimento, através do Aqueduto de Valente e por 115m pelo Aqueduto de Mağlova, construído pelo imperador Justiniano.
Desde sua inauguração, a cisterna passou por várias reformas. Os primeiros reparos foram feitos em duas ocasiões durante o Império Otomano, no século XVIII, sendo a primeira no reinado do sultão Amade III, em 1723, pelo arquiteto Maomé Aga de Caiseri e a segunda, maior e mais meticulosa, foi feita no século XIX durante o reinado do sultão Abdulamide II (1876–1909). Rachaduras na estrutura e danos nas colunas foram consertados em 1968, com uma reforma adicional em 1985, pelo Museu Metropolitano de Istambul.
Na reforma de 1985, cerca de 50 mil toneladas de lama foram removidas da cisterna e plataformas foram construídas para substituir os botes usados pela levar turistas. Ela foi reaberta na condição de local turístico e histórico em 9 de setembro de 1987. Em maio de 1994, a água passou por uma grande limpeza.

## Na cultura popular
A cisterna da basílica foi usada como locação para o filme From Russia with Love, da franquia James Bond, mas no longa ela é localizada sob o consulado da União Soviética.
Ela também foi usada para o final do filme Inferno, baseado no livro de Dan Brown.

## Galeria

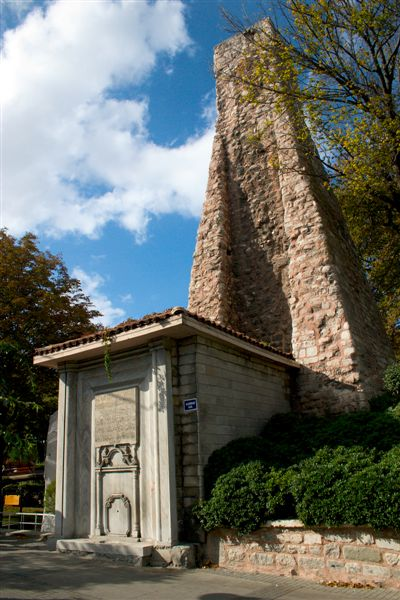
A entrada da cisterna
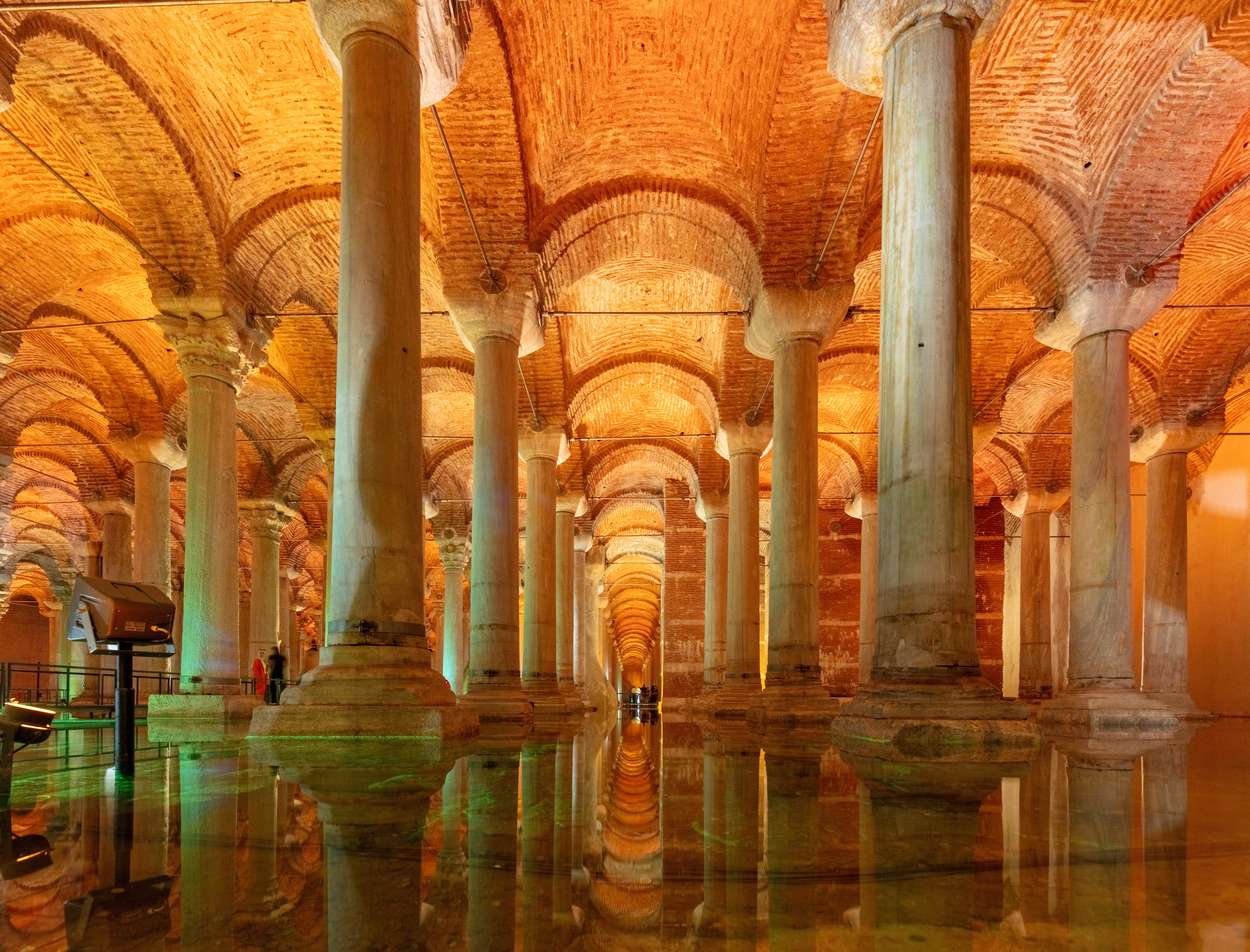
Vista das colunas
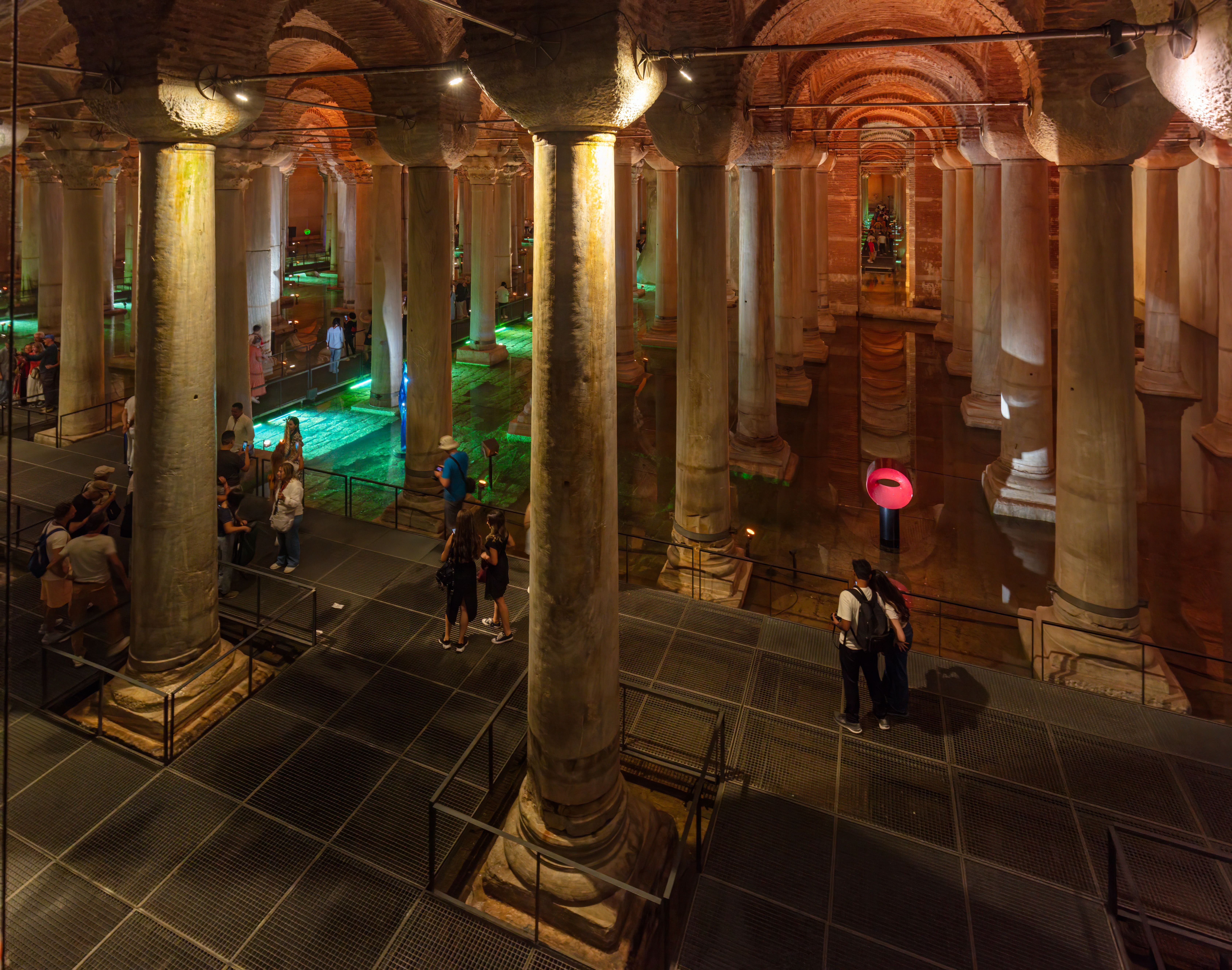
Vista das colunas
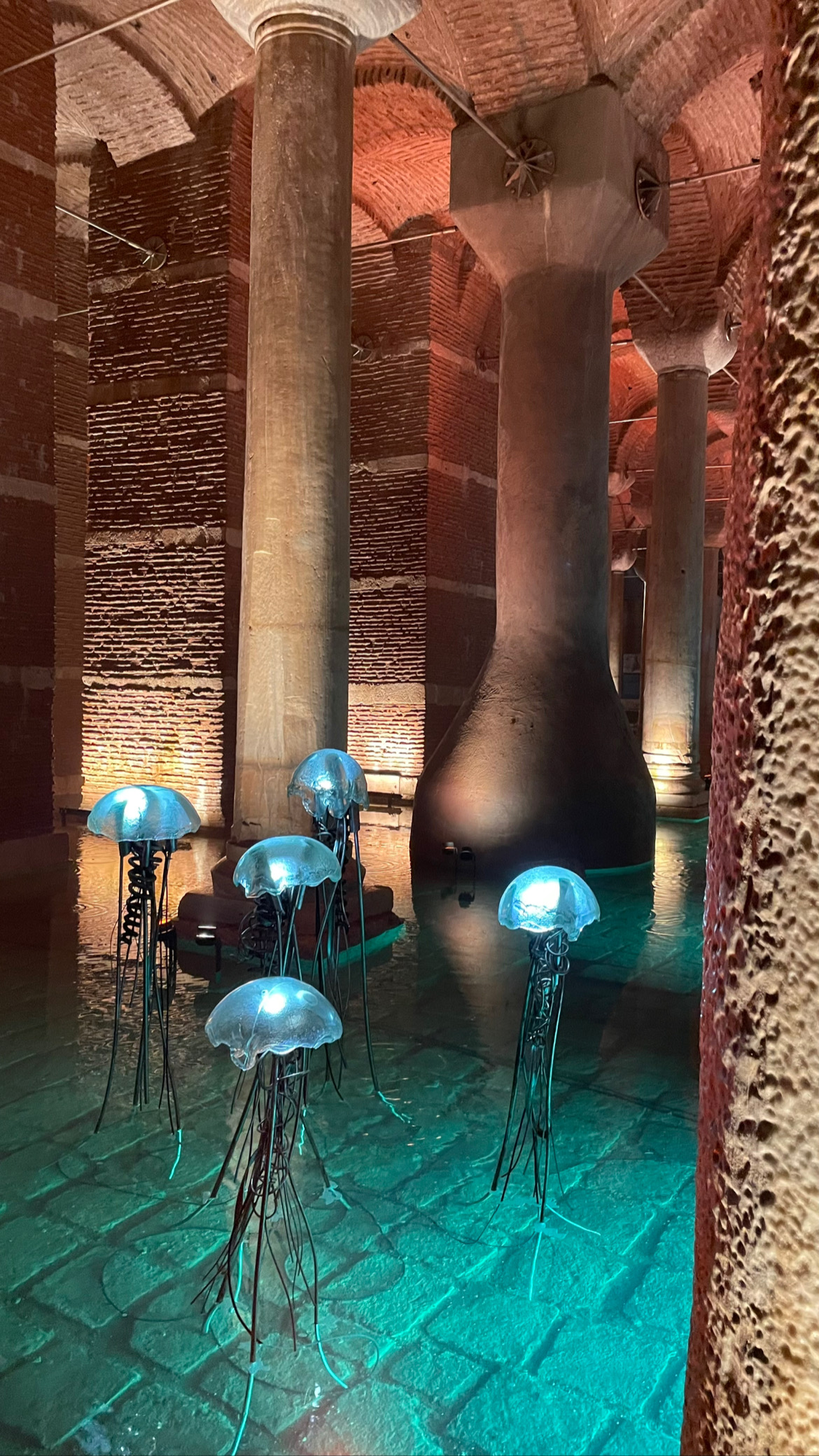
Exposição de arte, 2022
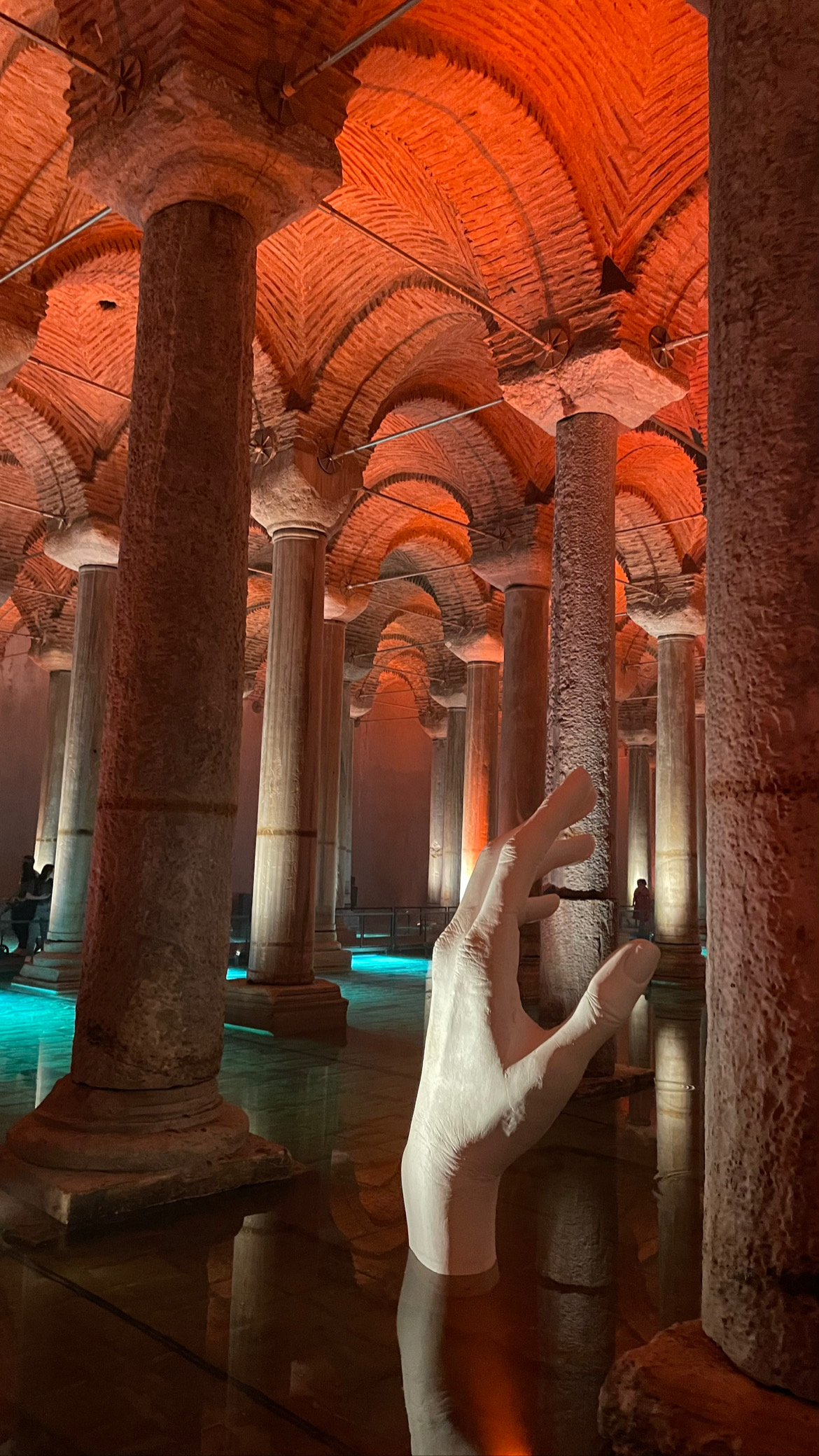
Exposição de arte, 2022